# غرايم سوليفان
غرايم سوليفان (بالإنجليزية: Graeme Sullivan) هو فنان وكاتب وصحفي أمريكي، ولد في القرن العشرين.